# Apple S9
Apple S9は、Appleが設計した64ビットARMアーキテクチャのCPUを中心としたSiPである。

## 概要
Apple S9は、Apple A16 Bionicプロセッサの2つの高効率CPUコアSawtoothと1つのGPUコア、第2世代のSecure Enclave、64GBのフラッシュストレージ、1GB LPDDR4メモリなど多数の機能を実現するチップを搭載している。2023年9月12日に発表されたApple Watch Series 9, Ultra 2に初めて搭載されている。TSMCのN4Pで製造されている。
- 最大2倍高速に機械学習処理ができる新しい4コアNeural Engine
- 第2世代の超広帯域無線（UWB）チップ搭載

## 搭載製品
- Apple Watch Series 9
- Apple Watch Ultra 2